# Klaus Englert (Journalist)

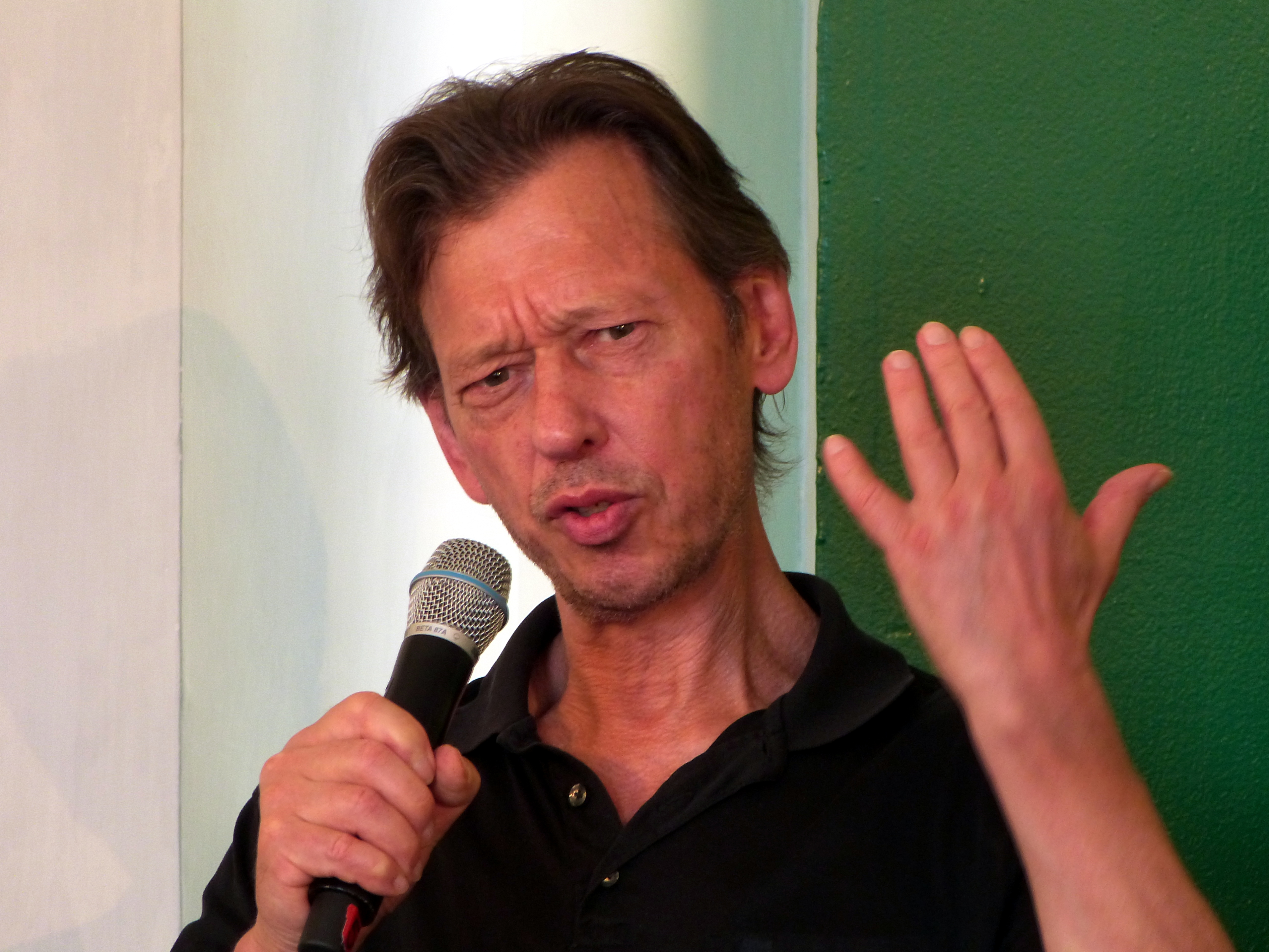
Klaus Englert 2019

Klaus Englert (* 1955) ist ein deutscher Journalist und Autor.

## Leben
Englert studierte in Düsseldorf und Salamanca Spanisch, Philosophie und Germanistik und promovierte 1986 mit einer Untersuchung der Zeichentheorie bei Jacques Derrida an der Universität Düsseldorf zum Dr. phil. Er schrieb als Architekturkritiker der Frankfurter Allgemeinen Zeitung und der Frankfurter Rundschau und war Dozent für Philosophie an der Kunstakademie Düsseldorf. Er arbeitet als freier Journalist für den Rundfunk und für Zeitungen, u. a. FAZ, Architekturzeitschriften, taz – die tageszeitung. Zudem betätigt er sich als Architektur-Fotograf und Kurator. 2023 kuratierte er im Stadtmuseum Düsseldorf die Ausstellung Grüne Projekte Düsseldorf mit teils eigenen Fotografien.

## Veröffentlichungen
- Frivolität und Sprache. Zur Zeichentheorie bei Jacques Derrida. Verlag Die blaue Eule, Essen 1987, ISBN 978-3-89206-132-8.
- Jacques Derrida. Fink, Paderborn 2009, ISBN 978-3-8252-3258-0.
- New museums in Spain. Edition Axel Menges, Stuttgart 2010, ISBN 978-3-936681-17-8.
- Architekturführer Barcelona, DOM Publishers, Berlin 2018, ISBN 978-3-86922-253-0.
- Wie wir wohnen werden. Die Entwicklung der Wohnung und die Architektur von morgen. Ditzingen, Reclam 2019, ISBN 978-3-15-011186-4.[4]
- Architekturführer Düsseldorf, DOM Publishers, Berlin 2022, ISBN 978-3-86922-341-4.[5]